# Università tecnica di Riga
L'Università tecnica di Riga (in lettone Rīgas Tehniskā universitāte) è la più antica università tecnica della Lettonia, fondata il 14 ottobre 1862. È situata a Riga, in Lettonia.

## Istituto politecnico di Riga, 1862–1918
Il Politecnico di Riga fu fondato nel 1862 e fu il primo istituto politecnico dell'Impero Russo. Offriva diplomi di agricoltura, chimica, ingegneria, meccanica, commercio e architettura, con corsi in lingua tedesca. Nel 1896 fu rinominata Istituto politecnico di Riga e la lingua d'insegnamento divenne il russo.
All'inizio della prima guerra mondiale nel 1914 l'università fu trasferita a Mosca e fu attiva lì fino al 1918, quando tornò in Lettonia e si unì alla neonata Università della Lettonia.

## Università tecnica di Riga, 1958–oggi
L'Istituto politecnico di Riga fu ricreato nel 1958 scorporando i dipartimenti di ingegneria dell'Università statale della Lettonia. Nel 1990 fu rinominata Università tecnica di Riga. L'università oggi ha 8 facoltà:
- Facoltà di Architettura e Urbanistica
- Facoltà di Costruzioni e Ingegneria civile
- Facoltà di Informatica e Information Technology
- Facoltà di Elettronica e Telecomunicazioni
- Facoltà di Ingegneria economica
- Facoltà di Scienza dei materiali e Chimica applicata
- Facoltà di Ingegneria Elettrica
- Facoltà di Trasporto e Ingegneria meccanica

Al 2003 contava 17 281 studenti.